# Butia missionera
La palmera butiá de Misiones (Butia missionera) es una especie del género Butia de la familia de las palmeras (Arecaceae). Habita en el centro-este de Sudamérica.

Se indica en color rojo el municipio de Giruá, del cual es endémica esta palmera.

## Distribución y hábitat
La palmera Butia missionera es una especie endémica del centro-norte del estado de Río Grande del Sur, en el sur del Brasil. Habita en la región de los municipios de Giruá (Campo do Butiá), en las proximidades de Guarani das Missões.
Es un endemismo del distrito fitogeográfico de los campos y malezales de la provincia fitogeográfica paranaense, con influencias del distrito fitogeográfico pampeano uruguayense, porción septentrional de la provincia fitogeográfica pampeana, el cual se sitúa a mayores latitudes.

## Taxonomía
Esta especie fue descrita originalmente en el año 2011 por los botánicos brasileños Leonardo Paz Deble y Jose Newton Cardoso Marchiori.
Localidad y ejemplar tipo
La localidad del tipo es: Giruá (Campo do Butiá)  . El ejemplar tipo porta el número 13418, y fue colectado por L. P. Deble, A. S. Oliveira-Deble, J. N. C. Marchiori y F. S. Alves el 22 de diciembre de 2010, en las coordenadas: 28°4'19"S 54°20'W.
Etimología
El nombre genérico Butia proviene del nombre vernáculo dado en Brasil a los miembros de este género. El término específico missionera refiere a la antigua región de las misiones jesuíticas guaraníes, que es donde habita.